# ميشال قزي (مذيع)
ميشال قزي الملقب ميشو (25 ديسمبر 1970-) إعلامي لبناني.

## حياته
ولد في بيروت من منطقة الدامور. توفي والده وهو صغير فقامت والدته السيدة هيام بتربيته مع أختيه، حاصل على شهادة في إدارة الأعمال والعلوم التجارية من جامعة الروح القدس - الكسليك، لم يتزوج عام 2009 أشيع خبر زواجه من المغنية دارين حدشيتي لكنها لم تكن سوى مزحة في إحدى اللقاءات.

## مشواره المهني
عام 1992 كان يستعد لدخول الكلية العسكرية كوالده شارك بعدها في برنامج ستديو الفن بدورة 92/93 عن فئة تقديم البرامج على شاشة المؤسسة اللبنانية للإرسال
عام 1992 انضم لأسرة تلفزيون المستقبل التي كانت حديثة الانطلاقة فضائيا وتبث تجريبا بعد سنوات من انتهاء الحرب الاهلية اللبنانية أطل حينها كأول وجه معلقلا على بطولة حسام الدين الحريري بدورتها الأولى حيث كانت انطلاقته الفعلية التي قامت بإكسابه شهرة عربيا قدم خلالها برامج ترفيهية وبرامج العاب أضافة إلى الحفلات والمهرجانات التي كان يرعاها تلفزيون المستقبل
لاقت البرامج التي قدّمها تجاوباً كبيراً من قبل المشاهدين فسمحت بتسميته واحداً من أكثر المقدمين شعبية في لبنان والعالم العربي  ، لا سيما ان الناس كانوا يلبون دعوته لحضور برنامجه مباشرة على الهواء، فكانوا يحضرون بالآلاف في معظم الدول العربية فقط لمشاركته البرنامج في الأردن وحمص وحماه والكويت والعديد من الدول العربية حيث استطاع ملئ مدرجات كاملة بجماهير غفيرة.وكان أشهر شعارات برامجه «إلك»، «وينك» متدوالة بين الناس كان أوّل مذيع من ارتدى الجينز، ويأكل على الهواء إضافة رقص مع الضّيف، طلبت إدارة ال بي سي من طوني خليفة أن يقلّد ميشال قزي وجلبت له حلقة من «كوكتيل» وقالت له أن يفعل مثل لكنه رد قائلا: أفعل مثل هذا البرنامج ولكن لا يمكن أن أكون مثل ميشال لأنّه حالة خاصّة 
أصبح الوجه الإعلاني لشامبو هيد آند شولدرز
، عام 2013 قام بتقديم عدة نشاطات عربية منها بطولة الدراجات النارية التي جرت في الكويت ثم قدم الحفل النهائيّ لبطولة الشرق الأوسط الخاصة برالي السيارات التي تُسمّى CAR PARK DRIFT في دبي التي تنظمها شركة RED BULL بالتعاون مع الاتحاد العربي لسائقي السيارات.بعدها قدم بطولة لبنان التي جرت صيفا في مجمّع فؤاد شهاب الرياضي في جونيه.
في العام 2014 غاب عن الشاشة لأخذ الراحة، شكل مع زميلته كارين سلامة ثنائيا في التقديم وأبرزها في طال السهر عام 2009
في العام 2017 انتقل إلى شاشة المؤسسة اللبنانية للإرسال وذلك لتقديم برنامج جديد اسمه (أمي تطبخ أحسن من أمك) بعد تركه قناة المستقبل. وفي ليلة رأس السنة قدم برنامج المسابقات «شو في بالصندوق» وفي رمضان 2018 عاد إلى شاشة المستقبل ليقدم برنامجا رمضانيا بعنوان «نازلين عالساحة» وفي ليلة رأس السنة قدم برنامج المسابقات «LBCI معك» في مارس 2021 انضم لمنصة صوت بيروت انترناشونال لتقديم برنامج ربح ترفيهي بعنوان «ميشو عالسمع»

## أعماله

### البرامج التي قدمها
- 1992: بطولة حسام الدين الحريري بدورتها الأولى
- 1992-1996: الليل المفتوح
- 1996: عالم الصباح
- 1996: بعد سهار
- 1997 نجوم المستقبل
- 1996: برافو
- 1997-1998: كوكتيل مع ميشيل
- 2001: الشيف ميشو [13]
- 2002: يا هلا بيتش
- 1998-2002: تغطية مهرجانات هلا فبراير مهرجان دبي للتسوق
- 1998-2006: ميشو شو
- 2003: قصة كبيرة
- 2005: بيني وبينك
- 2006: آخر خبرية
- 2008: يا أبيض يا أسود
- 2008: معجب عجيب
- 2013: فورسيل[14]
- 2009: طال السهر
- 2009: حلقات من تاراتاتا
- 2013 : شي جنون
- 2010: ليالي رمضان
- 2014: حفل جوائزالموريكس دور
- 2014: أربع دواليب وبس
- 2015: الجار قبل الدار
- 2017:أمي أقوى من أمك- my mom cooks better than yours.
- 2017: شو في بالصندوق
- 2018: نازلين عالساحة
- 2018:LBCI معك
- 2019: رمضان بالبلدي أحلى[15]
- 2020: اليوم العيد
- 2021: ميشو عالسمع
- 2022: حديث البلد

### في التمثيل
- 2008:[16] فيلم ليلة عيد[17]
- 2003: المسلسل السوري خبز وملح (ضيف شرف)
- 2008: المسلسل اللبناني «قول انشالله» (مع الممثل وسام صباغ، بدور مقدّم برامج اسمه «ميشو»[18]

### مشاركته في ديو المشاهير
شارك ميشال في برنامج ديو المشاهير (الموسم الرابع) على شاشة إم تي في اللبنانية في نوفمبر 2015 بهدف مساعدة إحدى الجمعيات الخيرية لكنه خرج في البرايم الثالث.